# 谭峭

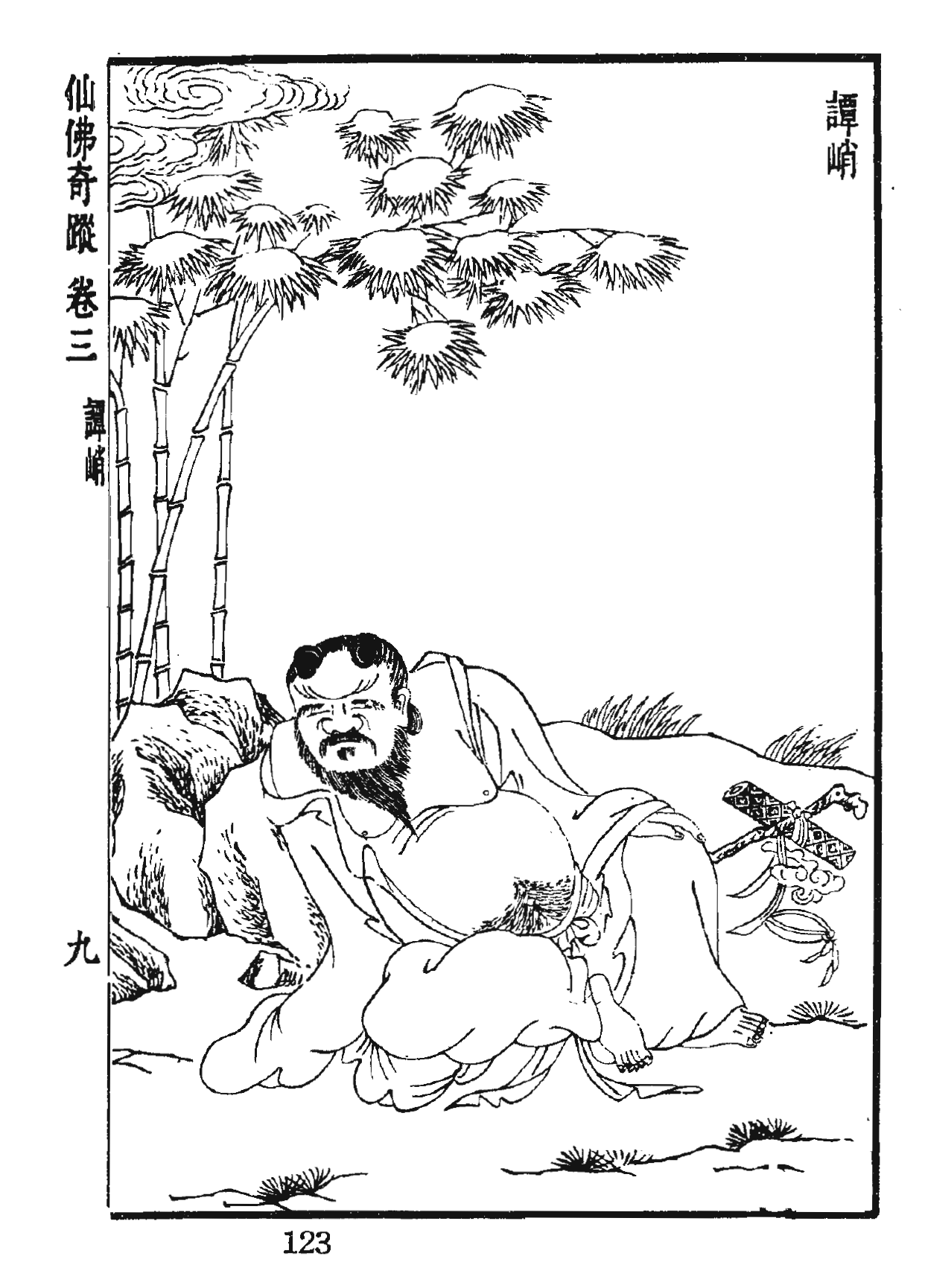
仙佛奇蹤 卷三 譚峭

谭峭（？—？），字景升，五代道士，著名道教学者，泉州晋江（今泉州市区）人，一说泉州仙游县华亭（今莆田市城厢区华亭镇）人。谭峭生于唐咸通年间。父谭洙，国子监司业。
自幼爱好黄老、诸子及列仙传记，立志修道学仙。游终南山、太白山、太行山、王屋山、华山、泰山、嵩山等名山。后事嵩山道士十余年，得辟谷养气之术，寒暑无侵。后居南岳，炼丹成，能隐形变化，乃入青城山隐居。
973年（北宋开宝六年），谭峭在平海军泉州清源山紫泽洞修炼，著《化书》（《谭子化书》）六卷一百十二篇。认为万事万物皆源于虚，“虚化神，神化气，气化形”，后复归于虚，“其化无穷”。
据《泉州府志》载称，南唐国主李煜曾赐谭峭以“紫霄真人”之号。福建有不少人奉之為神，又稱譚仙或譚公，但與惠州、香港流行拜祭的譚公（原名譚德）並非同一神祇。
沈汾《續僊傳》有关于他的記載。